# Fuchsia excorticata

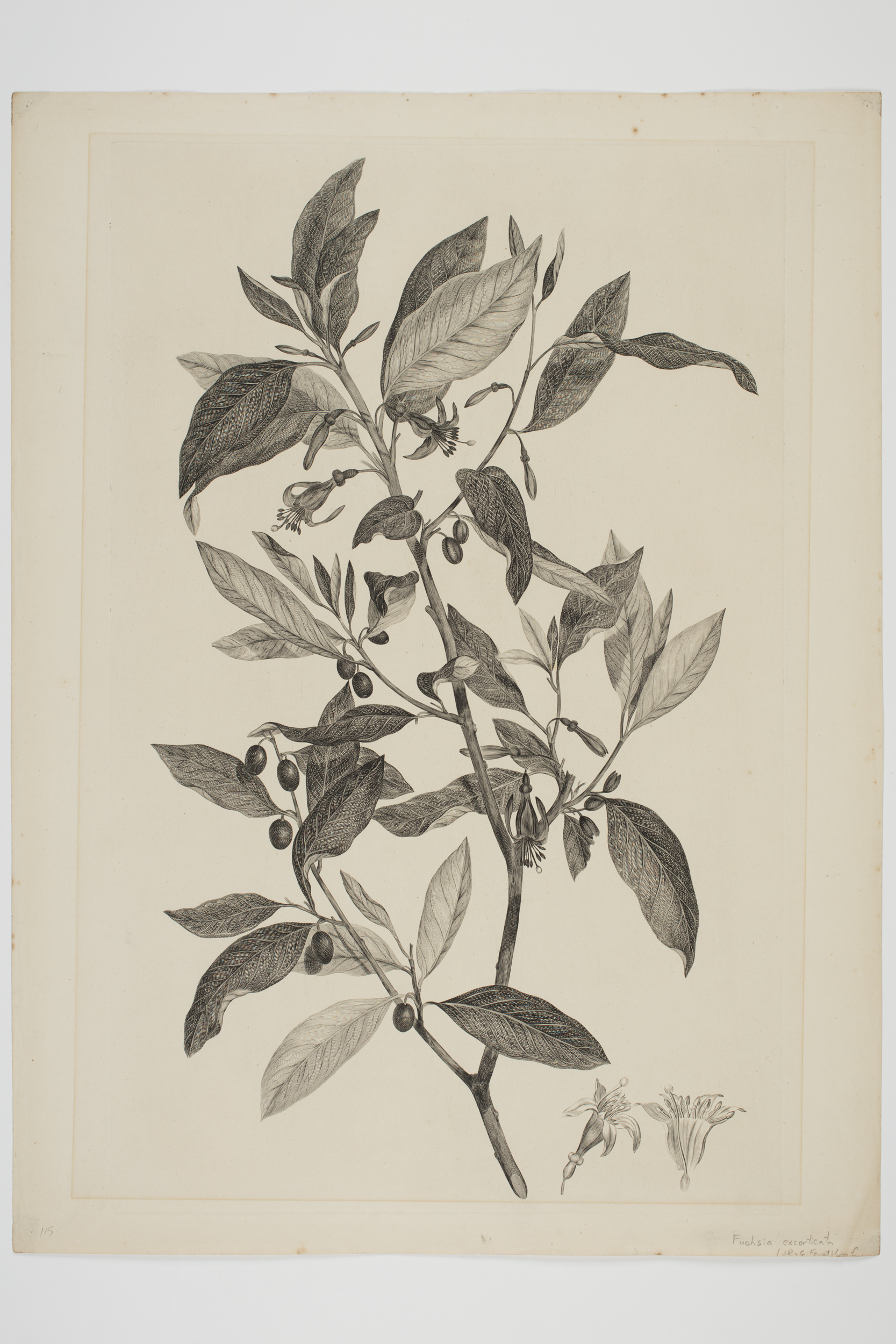
Illustration

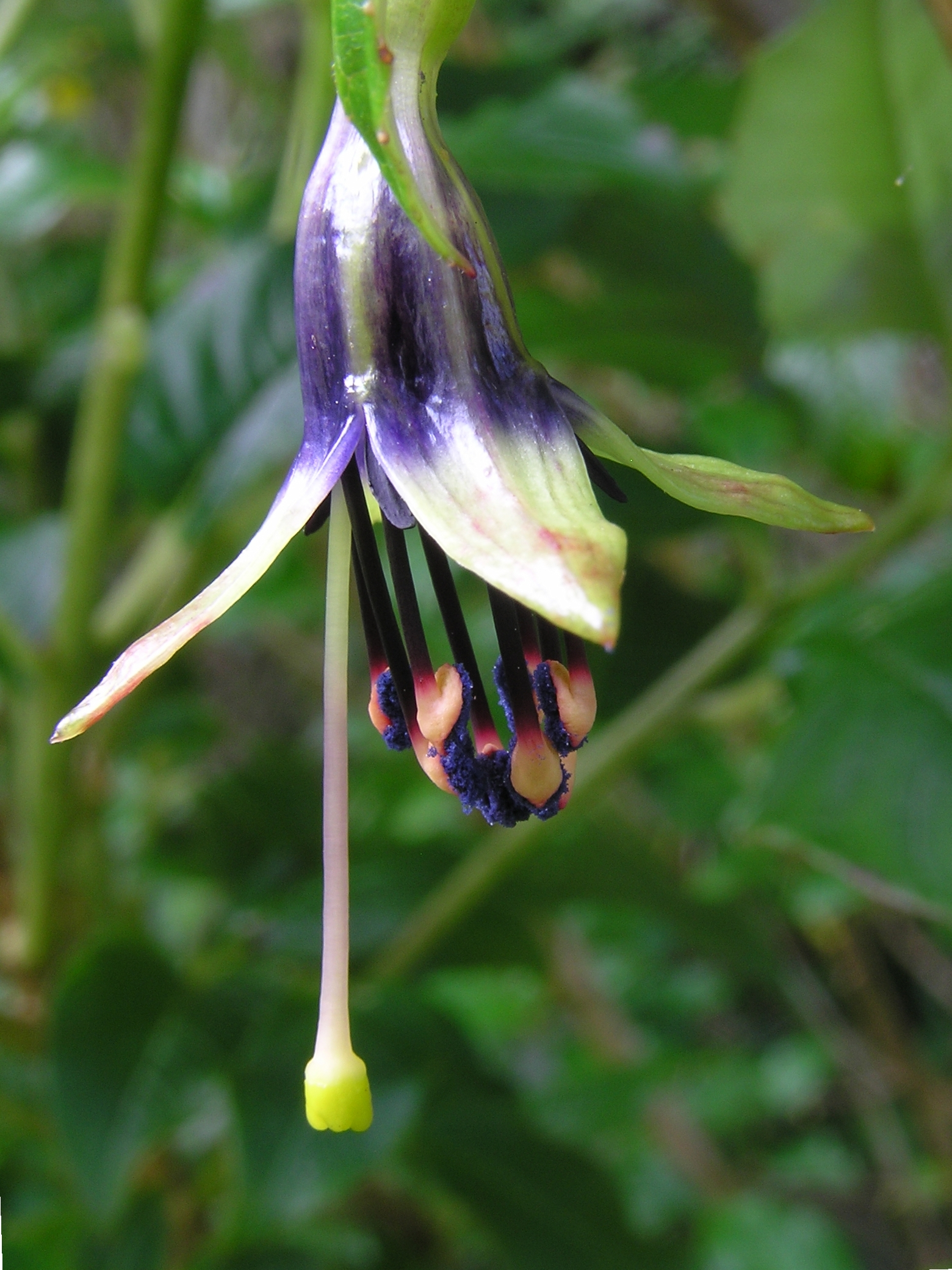
Jüngere Blüte mit blauem Pollen

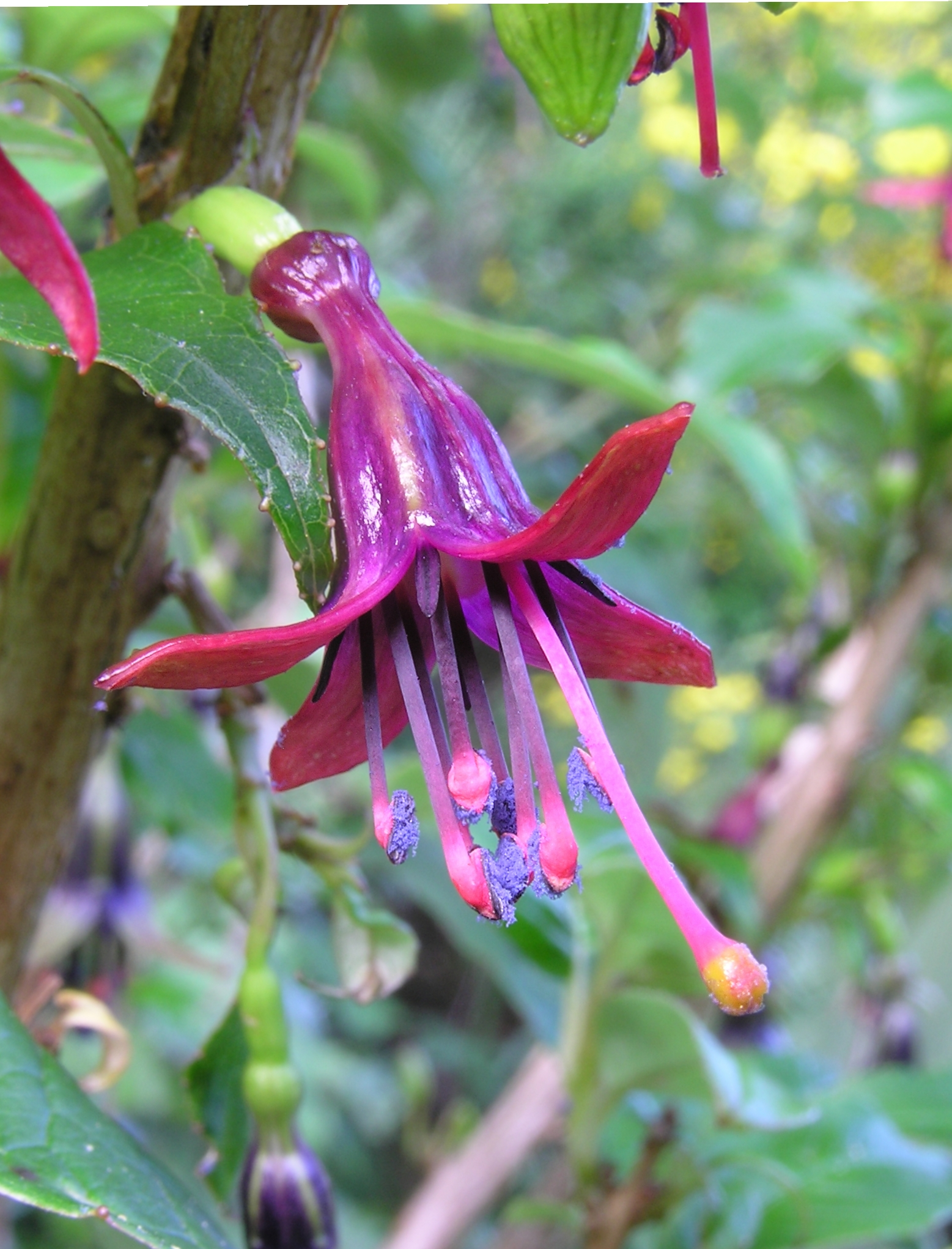
Ältere Blüte

Fuchsia excorticata ist eine Pflanzenart aus der Familie der Nachtkerzengewächse (Onagraceae). In ihren Heimatland Neuseeland ist sie unter dem maorischen Namen Kōtukutuku bekannt.

## Beschreibung
Fuchsia excorticata ist ein laubabwerfender Strauch oder Baum. An ihren Naturstandorten erreicht sie eine Wuchshöhe von bis über 12 Metern und ist damit die größte Art der Gattung Fuchsia. Der Stammdurchmesser erreicht bis zu 70 Zentimeter. Fuchsia excorticata zeichnet sich durch eine charakteristische hellbraune, papierige Borke aus, die sich in langen Streifen, Fetzen vom Stamm löst, abschält. Die junge Rinde darunter ist grünlich.
Die wechselständigen, kurz gestielten, eiförmigen, -eilanzettlichen bis elliptischen, spitzen bis zugespitzten, kahlen, teils auf den Adern behaarten oder bewimperten, ganzrandigen bis ausgeschweiften, fein rötlich, rundlich-gezähnten oder fein bis entfernt gesägten, festen, dicklichen Laubblätter weisen eine Länge bis 14 Zentimeter und eine Breite von bis zu 6,5 Zentimeter auf. Ihre Oberseite ist dunkelgrün und die Unterseite ist silbrig gefärbt, glauk. Die Nervatur ist oberseits eingeprägt. Die minimalen Nebenblätter sind abfallend.
Fuchsia excorticata ist gynodiözisch, also mit weiblichen und zwittrigen Exemplaren, sowie protogyn, also vorweiblich. Bei den unterschiedlichen Blüten ist der Griffel unterschiedlich lang, bei den zwei größeren zwittrigen Blütenformen ist er kürzer, bei den weiblichen ist er länger, die Blüten sind also heterostyl und tristyl, der Pollen in den weiblichen Blüten ist meist, oft steril. Der Pollen ist blau. Die hängenden Blüten erscheinen meist einzeln, achselständig oder kauli-, ramiflor, stamm-, astblütig (gruppiert an Kurztrieben). Die länger oder kürzer gestielten, vierzähligen Blüten mit doppelter Blütenhülle zeichnen sich durch einen relativ kurzen, zweigliedrigen, kahlen Blütenbecher aus, der erst zylindrisch und dann kurz scheibenförmig bis kugelig verdickt und oberseits trichterförmig geweitet ist. Die kahlen Kelchblätter sind spitz und ausladend, sie sind wie auch der „Tubus“ anfänglich grün-violett, später purpur bis rötlich. Die aufrechten, elliptischen Kronblätter sind viel kleiner und dunkel-purpur. Heranreifende Blüten besitzen zunächst eine grüne, später eine dunkel-purpurne Farbe. In der dunklen Phase produzieren die Blüten keinen Nektar mehr. Es sind 8 längere oder kürzere Staubblätter bzw. Staminodien und ein unterständiger Fruchtknoten mit einem langen, keulenförmigen Griffel mit großer, kopfiger, leicht gelappter Narbe ausgebildet. Es ist ein Diskus vorhanden.
Es werden ellipsoide, bis 1–1,2 Zentimeter lange, schwärzliche bis dunkel-purpurne, vielsamige Beeren gebildet. Es werden mehrere Hundert Samen gebildet.
Die Chromosomenzahl beträgt 2n = 22.

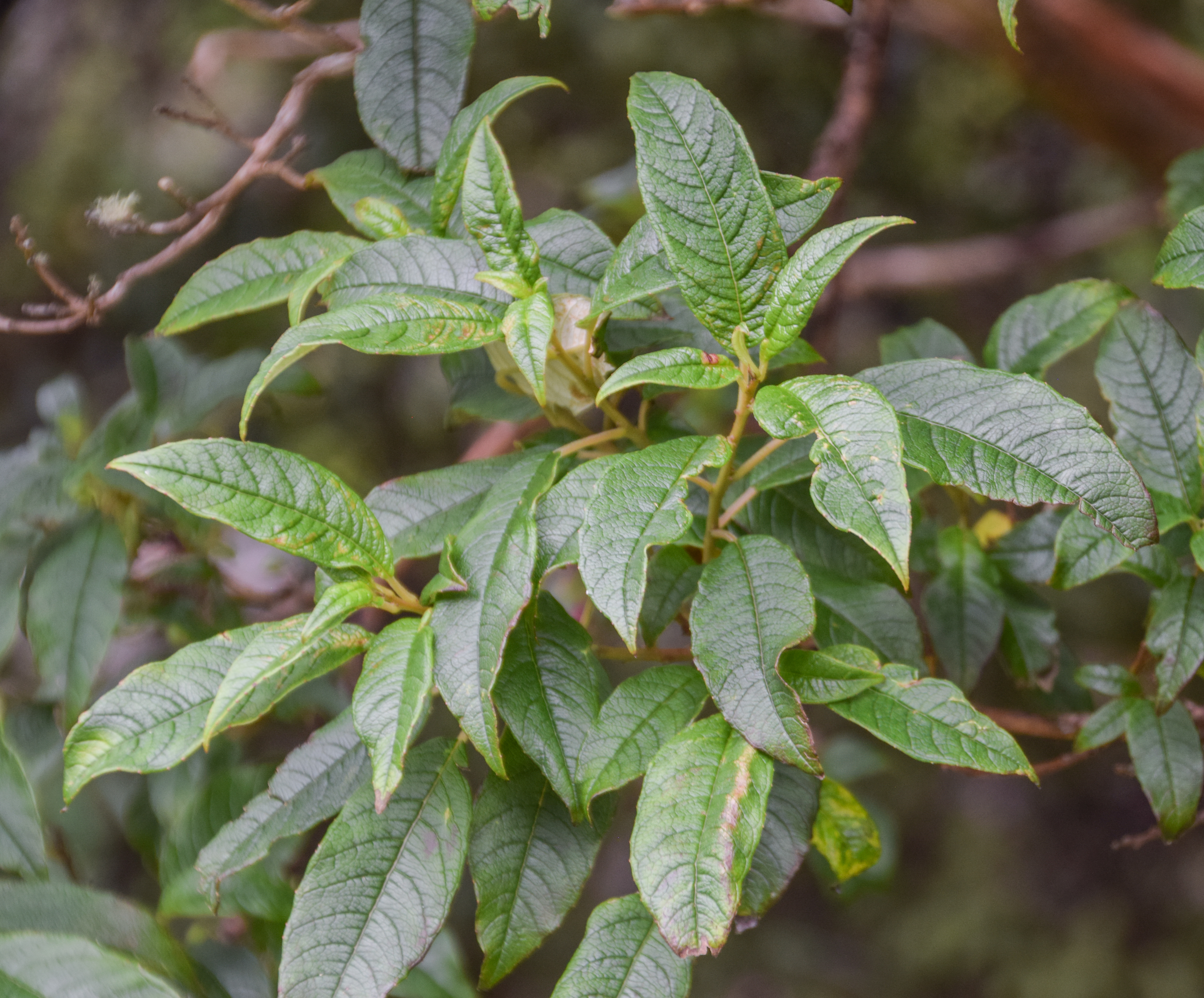
Blätter
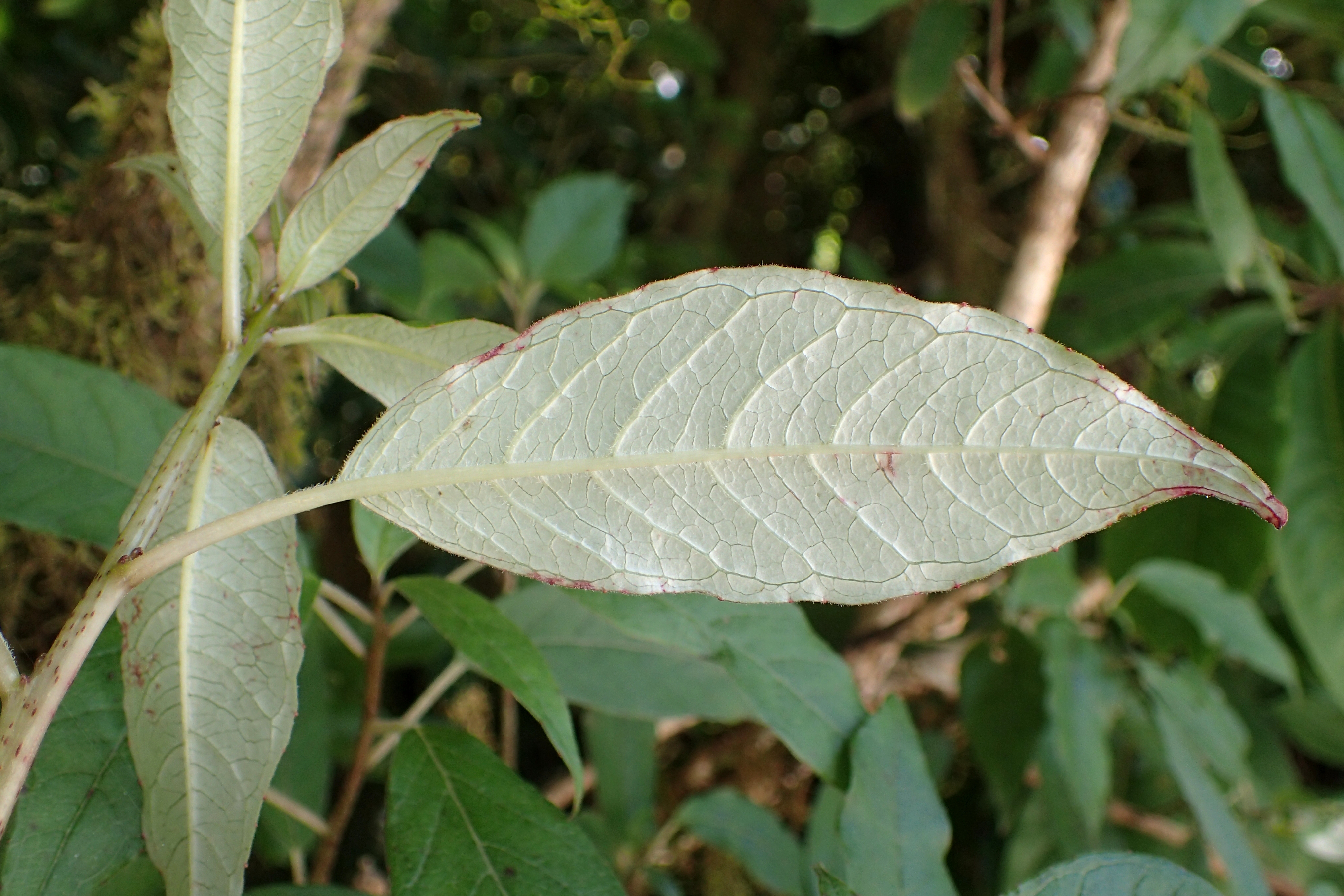
Unterseite der Blätter
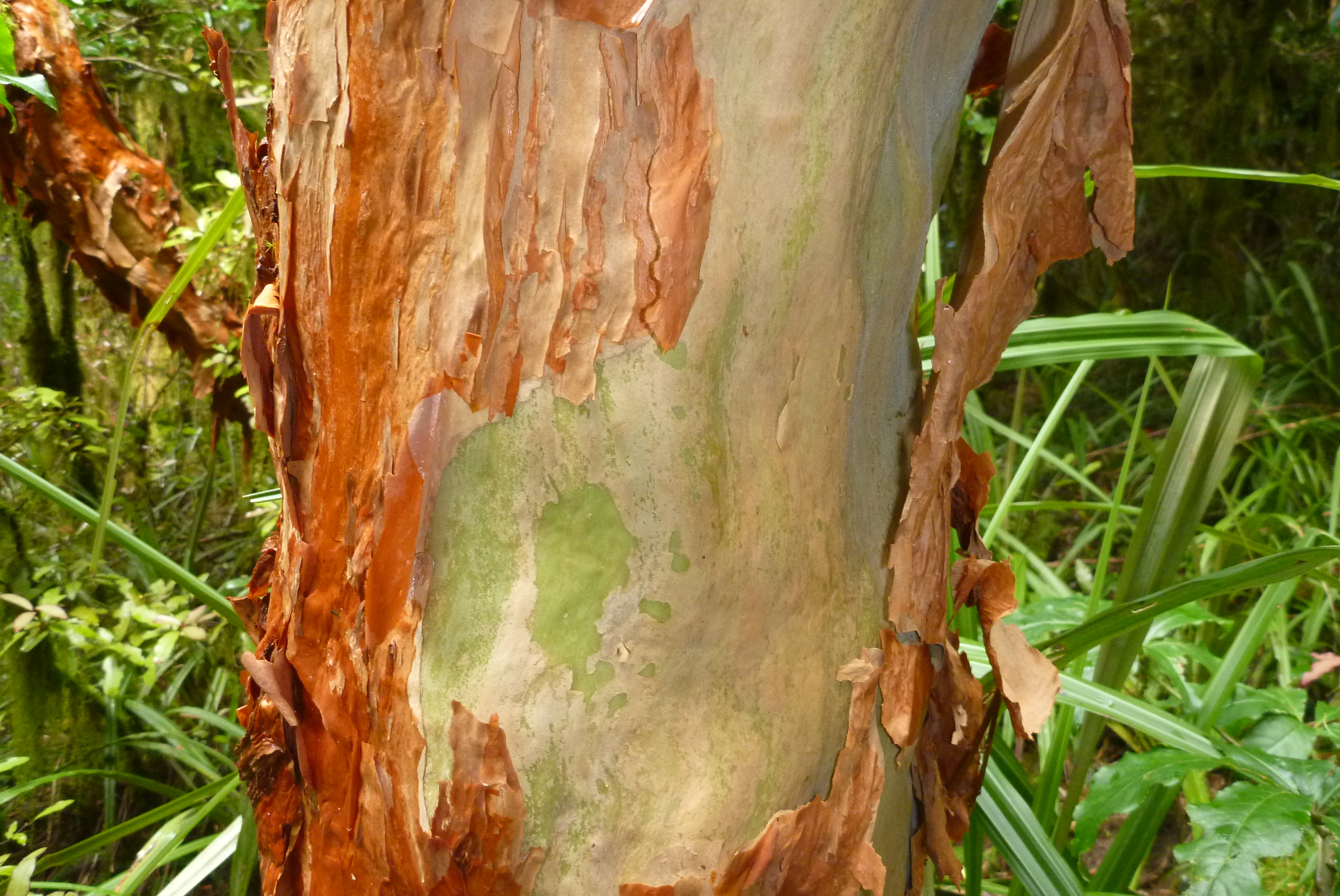
Typisches Pellen der Borke

## Herkunft
Fuchsia excorticata gehört zu den wenigen Fuchsia-Arten, die aus Neuseeland stammen.

## Verwendung
Die süßen Früchte und Blüten sind essbar.
Das sehr beständige, feuerresistente Holz ist hart und schwer.